# Чипан
Чипа́н (каз. Шипан) — село у складі Сауранського району Туркестанської області Казахстану. Входить до складу Жуйнецького сільського округ.
У радянські часи село називалось Шипан.
Населення — 2455 осіб (2021; 1990 у 2009, 1907 у 1999, 1906 у 1989).